# اسکات توزینسکی
اسکات جوزف توزینسکی (انگلیسی: Scott Joseph Touzinsky؛ زادهٔ ۲۲ آوریل ۱۹۸۲) بازیکن والیبال اهل ایالات متحده آمریکا، عضو تیم ملی والیبال مردان ایالات متحده آمریکا و باشگاه برلین است. اسکات در سال ۲۰۰۷ به تیم ملی آمریکا دعوت شد و در اولین المپیک خود به همراه دیگر بازیکن‌ها به مدال طلا المپیک ۲۰۰۸ دست یافت.